# Holiday Bundle
Holiday Bundle es el segundo EP de la banda de pop estadounidense Big Time Rush, que fue lanzado el 30 de noviembre de 2010. El EP se compone de dos canciones de Navidad.
En el especial, el grupo realizó una versión de la canción All I Want for Christmas Is You de Mariah Carey a dúo con Miranda Cosgrove. El EP contiene la versión extendida de la canción. El EP fue lanzado como un CD. y descarga digital.
La cubierta tiene una pequeña referencia a su primer álbum: B.T.R.. La cubierta muestra a los chicos corriendo hacia adelante, solo en un fondo con temas festivos. Las canciones del EP fueron presentadas en el episodio especial de Navidad de la serie Big Time Rush, All I Want for Christmas Is You fue presentada como una canción a dúo con la también actriz y cantante Miranda Cosgrove. El episodio también tenía de invitado especial a Snoop Dogg, con el cual hicieron una versión de la canción 12 Days of Christmas y una canción animada llamada Let's Stay In Our PJ's en la cual los chicos aparecieron como unas ardillas.

## Lista de canciones
| N.º   | Título                                                   | Escritor(es)                    | Duración |  |
| 1.    | «All I Want for Christmas is You (con Miranda Cosgrove)» | Mariah Carey, Walter Afanasieff | 3:33     |  |
| 2.    | «Beautiful Christmas»                                    | Nasri, Nick Turpin              | 3:35     |  |
| 3.    | «All I Want for Christmas is You (Solo Version)»         | Mariah Carey, Walter Afanasieff | 3:32     |  |
| 10:00 |                                                          |                                 |          |  |